# Neufchâteau (Vosges)
Neufchâteau és un municipi francès al departament dels Vosges i a la regió del Gran Est.